# MKナオミ計画

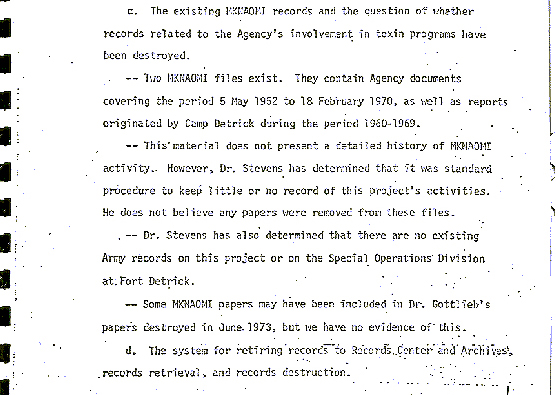
MKナオミ計画とMKウルトラ計画の機密解除文書とされるもの

MKナオミ計画（MKナオミけいかく、英称：MKNAOMI）とは、1950年代から1970年代にかけての国防総省とCIAの共同研究プログラムのコードネームである。

## 解説
MKナオミ計画と関連する特殊作戦部に関する情報は少ない。一般に、MKNAOMI計画はMKウルトラ計画の後継で、生物兵器開発を含む生物学的プロジェクト、具体的には、被験者を無力化するか死亡させる可能性のある物質を保管し、そのような物質を拡散させる装置を開発することに焦点を当てたものであったと報告されている。
最初の20年間、CIAは米国の生物化学戦争能力を高めるためのプロジェクトに従事した。プロジェクトMKNAOMIは、CIAの極秘作戦要件を満たすための秘密支援基地を提供するために開始された。その目的は、CIAの技術サービス部門(TSD）内に、致死性および無力化物質の強力な武器庫を持つことであった。これにより、TSDは生物化学物質を供給するセンターとしての役割を果たすことができる。
監視、試験、改良、特殊な材料や品目の評価は、作戦行動中に欠陥や望ましくない事態が生じないように、MKNAOMIが行った。米陸軍特殊作戦司令部（SOC）は、生物剤と運搬システムの開発、試験、保守手順でCIAを支援することになった（1952年）。CIAとSOCはともに、生物製剤と毒薬を塗った特殊なダーツを発射するために銃を改良した。このダーツは番犬を無力化することができ、番犬が警備している区域に諜報員が潜入できるようにする。さらにSOCは、他の動物や作物に対する生物学的製剤の使用の可能性を研究するよう指定された。
チャーチ委員会が公表した1967年のCIAのメモには、農作物を攻撃し、毒殺するための少なくとも3つの秘密技術が、野外条件下でテストされていた証拠が含まれていた。1969年11月25日、リチャード・ニクソン大統領は生物兵器の軍事利用を禁止し、MKNAOMI計画は終了した。1970年2月14日、大統領令は細菌兵器と非生物毒素のすべての備蓄を非合法化した。しかし、大統領令にもかかわらず、CIAの科学者はフォートデトリックのSOC職員から推定11グラムの致死性の貝毒を入手することができた。この毒素はCIAの研究所に保管され、5年以上も発見されないままであった。